# معرض بوريس ميرسكي
كان معرض بوريس ميرسكي (1944- 1979) معرض فنون في بوسطن يملكه بوريس حاييم ميرسكي (1898- 1974). كان المعرض معروفًا بتقديمه أعمال شخصيات أساسية في تعبيرية بوسطن ونيويورك وأنماط الفن الحديث الدولي والفن غير الغربي. لسنوات، سيطر المعرض على كل من الأعمال التصويرية والأفريقية. بصفته تاجرًا فنيًا، عُرف ميرسكي بدعمه الفنانين الشبان والصاعدين، بما فيهم العديد من الأمريكيين اليهود، بالإضافة إلى الفنانين الملونين، والفنانات النساء، والمهاجرين. نتيجة لنهج ميرسكي الطليعي في الفن ونهجه المتنوع في تجارة الفن، كان المعرض في قلب المشهد الفني الحديث المزدهر في بوسطن بمنتصف القرن، فضلًا عن دوره الأساسي في ولادة وتطور تعبيرية بوسطن، أهم فروع التعبيرية التصويرية الأمريكية.

## المنظمة

### مؤسسها
وُلد ميرسكي لتاجر أخشاب ثري في فيلينيوس بليتوانيا، ونشأ وسط «أُبهة... ومذابح مدبرة واضطهاد». هاجر إلى الولايات المتحدة في 1912 بعمر الرابعة عشرة، وسكن مع خالته. تضمن عمله الأول «سحب قوالب الغرف على كتفيه»، وربط كلًا من مجال عمل والده، ومصدر دخل مستقبلي أساسي بصفة فلاح. في ما بينهما، درس ميرسكي النحت، ووجد عملًا في سفينة تجارية سمحت له بالسفر حول العالم.
وصف لويس تارلو الكاتب في صحيفة آرت نيو إينغلاند ميرسكي بأنه: «شخصية نابضة بالحياة لعبت دورًا مهمًا وجريئًا في تقديم فنانين طليعيين شبان إلى عموم بوسطن، [والذي] كان كذلك محتالًا ساحرًا ومحبوبًا». وصفه الرسام رالف كوبورن، الذي ساعد مدير معرض ميرسكي هايمن سويتزوف قائلًا: «عملَت عوامل الكوميديا التهريجية لصالح ميرسكي... كان قصيرًا، ومكوّر البدن، وأصلع، وعظيم البأس، وقويًا. كان قويًا بدنيًا، يمكنه حمل كل ضروب الأشياء. كان طموحًا، وساحرًا أشد ما يكون. وكان سافلًا. أحببت العمل معه».
قيمت صحيفة بوسطن غلوب ميرسكي بعد وفاته تقييمًا أكثر احترامًا، إذ قالت عنه: «شخصية ذات أهمية محورية في فنون بوسطن لأكثر من نصف قرن». في نعي غلوب، تتبعوا أيضًا معرضه الأول في بوسطن إلى عام 1916، وأحصوا ثلاثة معارض أخرى، وعدة أماكن محلية حتى وصلوا إلى ما قبل الأخير بشارع تشارلز، حيث دعم الجزء الفني متجر إطارات، وزبائن فاخرين، وجاذبيته المتزايدة للفنانين المحليين.
في 1935، نقل ميرسكي المعرض إلى شارع نيوبيري الراقي حيث ظل للعقود الأربعة التالية. في 1945، انتقل إلى قصر القرميد الأحمر في 166 شارع نيوبيري، القلب التاريخي للمشهد الفني ببوسطن، بجوار نقابة فنانين بوسطن «الخانقة» تمامًا وعلى بعد خطوات فقط من متحف بوسطن للفن الحديث، وهو متحف شقيق لمتحف الفن الحديث (إم أو إم أيه) الذي تطور فصار معهد الفن المعاصر ببوسطن (آي سي أيه) في 1948. هنا، افتتح معرضًا أكبر، ومتجر إطارات، ومدرسة في البناء الذي اشتراه في 1945، بسعر زهيد في فترة الحرب بلغ 500 دولار أمريكي. في الخمسينيات من القرن الماضي، كان 101 بشارع برادفورد في بروفينستاون بماساتشوسيتس مقر إقامة صيفي لمعرض ميرسكي.
في 1979، أغلق معرض بوريس ميرسكي في 166 بشارع نيوبيري أخيرًا، وكان ميرسكي نفسه قد مات قبل خمس سنوات في 1974 في تل أبيب بإسرائيل.

### الاهتمام الوطني
في خريف 1946، افتتح أول عرض لمعرض ميرسكي بـ53 لوحة للفنان الغواتيمالي «الهندي» التكعيبي كارلوس ميريدا. سلطت صحيفة بوسطن غلوب الضوء على ارتباك الناقد أيه. جيه. فيلبوت في عنوان المراجعة: «قال فيلبوت بارتباك: قد تكون لوحات ميريدا المعاصرة طفولية أو رائعة». بعد أسبوع، علقت مجلة تايم بأن بعض النقاد يعتبرون أعمال ميريدا بالفعل تستحق زيادة «كبار الفن الأمريكي اللاتيني الثلاثة (ريفيرا وأوروزكو وسيكيروس) إلى أربعة».
في 1949، استعار ميرسكي، الذي لم يكن ممثلًا لهايمن بلوم آنذاك (1913- 2009)، أعمالًا من متحف الفن الحديث، ومعرض هارفرد ودورلاتشر بنيويورك، ونظم معرضًا استذكاريًا لبلوم في معرض ميرسكي. كانت النية أن يُبنى العرض على نجاح عرض بلوم الجماعي لعام 1942 في إم أو إم أيه، الذي علق 13 من لوحاته واشترى اثنتين منها. بُعيد ذلك، أشار الناقد الصاعد كليمنت غرينبرغ إلى بلوم على أنه «أعظم فنان في أمريكا». باعتبارها مديرًا سابقًا لمتحف دانفورث للفنون، وصفته كاثرين فرينش بأنه «مرت فترة مدتها ستة أشهر تقريبًا كان فيها هايمن بلوم أهم رسام في أمريكا». حصد عرض ميرسكي ثناء مجلة تايم، والتي علقت بأن أكثر لوحات المعرض استحقاقًا للنشر «بدت قادمة لتوها من قبو جثث ومشرحة». مدحوا ميرسكي أيضًا بأنه «عبقري في تقديم الفنانين المحليين إلى مجتمع بوسطن». في مراجعة الناقد سيدني فريدبيرغ في آرت نيوز، قال عن بلوم: «فنان ذو أهمية أولى في جيله». في هذه الأثناء قال عنه نجوم التعبيرية التجريدية جاكسون بولوك وويليام دي كونينغ إنه: «أول تعبيري تجريدي في أمريكا».

### مدرسة بوسطن للفن التعبيري
بعد تأسيس المعرض في الطابق الرئيس من بنائه الجديد، دعمه ميرسكي بمتجر إطارات في القبو. قال الرسام رالف كوبورن (وُلد في 1923): «كان يتلاعب بكل شيء، متجر الإطارات والقروض العقارية». «استمر بإعادة تمويل المبنى، الذي اشتراه مقابل أغنية، ولكن في بعض الأحيان كان العمل سيئًا وكان الشيء الذي يبقي المعرض متماسكًا هو متجر الإطارات، وهكذا تدبر الأمر». في 1982، شرح آلن فينك، مالك معرض ألفا، لبوسطن غلوب أن قلة من المعارض تنجو من خلال بيع الأعمال المعاصرة، مستشهدًا بتكاليف الدعاية واستقبال ليلة الافتتاح باعتبارها بعض المصاريف التي تواجهها المعارض. تدبر ميرسكي بعض هذه المصاريف من خلال تنويع مصادر دخله وتجنيد الفنانين للمساعدة في الدعاية. مثلًا، نقش الفنان ليونارد باسكين (1922- 2000) إشارة معرض ميرسكي في 1950. أنشأ باسكين كذلك العديد من ملصقات معارضه، والتي جمعها لاحقًا في كتاب.
إضافة إلى ذلك، أنشأ ميرسكي «مدرسة... في الطابق الثالث، حيث جلب بعض أصدقائه ليدرّسوا هناك؛ جون [وودرو] ويلسون (1922- 2015)، وإستر غيلر (1921- 2015)». لاحقًا، انضم إلى الطاقم كارل نيلسون الذي درس في رابطة طلاب الفن بنيويورك، والذي صار لاحقًا «أحد أعمدة جمعية كامبريدج للفنون». كان «رجلًا ذا تأثيرٍ هائل... وله طريقة تدريس مختلفة عن مدرسة المتحف... كان قادرًا على تصور اللوحة بأكملها»